# Gonfolite
La Gonfolite lombarda (denominazione informale) è un gruppo, ovvero un insieme di formazioni rocciose di età corrispondente all'Oligocene e al Miocene Inferiore-Medio p.p., affiorante principalmente al bordo padano della catena alpina, tra le città di Como e Varese. Lembi più limitati di questo gruppo affiorano a ovest di quest'area (tra Varese e il Lago Maggiore) e a est (Media Brianza).

## Descrizione e ambiente sedimentario
Si tratta di sedimenti di natura terrigena, clastica, che costituiscono corpi sedimentari assai articolati. Le litologie rappresentate vanno da peliti e marne ad arenarie (prevalentemente a composizione litica o litico-feldspatica), a conglomerati (con varia granulometria, da fine a molto grossolana e composizione prevalentemente cristallina derivante dall'erosione della catena alpina).
In passato (fino agli anni settanta), la Gonfolite era ritenuta dagli studiosi un deposito molassico derivato dallo smantellamento della catena alpina dopo la fase orogenica principale di età cretacica), ed interpretato come un insieme di sedimenti di origine deltizia, per analogia con la Molassa Svizzera (affiorante al margine settentrionale della catena alpina).
A partire dalla metà degli anni ottanta, una serie di nuovi studi, ad opera principalmente dell'Università di Milano ha portato da un lato al riconoscimento del carattere marino profondo delle associazioni faunistiche fossili presenti nelle formazioni arenaceo-pelitiche, dall'altro a determinare la natura torbiditica (e non deltizia) dei depositi della Gonfolite. Questi ultimi costituirebbero un insieme di conoidi sottomarine profonde depositatesi al margine meridionale della catena alpina in fase di sollevamento ed emersione.
Variazioni nella composizione delle arenarie e dei conglomerati in senso stratigrafico (dal basso verso l'alto) permettono di evidenziare anche il carattere sin-orogenico (contemporaneo a fasi di sollevamento ed erosione di una catena montuosa) di questi depositi, consentendo tra l'altro di definire meglio l'evoluzione della catena alpina nell'Oligocene e nel Miocene.

### Contenuto paleontologico
Nei termini pelitici e marnosi della Gonfolite si rinvengono soprattutto microfossili (Foraminiferi, Radiolari, Ostracodi). Tuttavia, in livelli emipelagici sono stati segnalati anche macrofossili di ambiente marino profondo (ossa e squame di pesci, Bivalvi, Gasteropodi, Nautiloidi, Echinoidi), oltre a sporadici resti ossei di mammiferi marini e a frequenti resti di piante continentali (frustoli erbacei e frammenti di tronco, talora con fori di Teredine), indicativi della prossimità del margine continentale emerso.

## Rapporti stratigrafici e datazione
In seguito agli studi citati, il quadro stratigrafico è stato revisionato e formalizzato. Il termine Gonfolite non è quindi più ammesso in letteratura per designare genericamente una litologia (conglomerati grossolani a clasti arrotondati tipo "puddinga") ma dovrebbe essere utilizzato solo in senso proprio, per definire l'unità stratigrafica omonima.

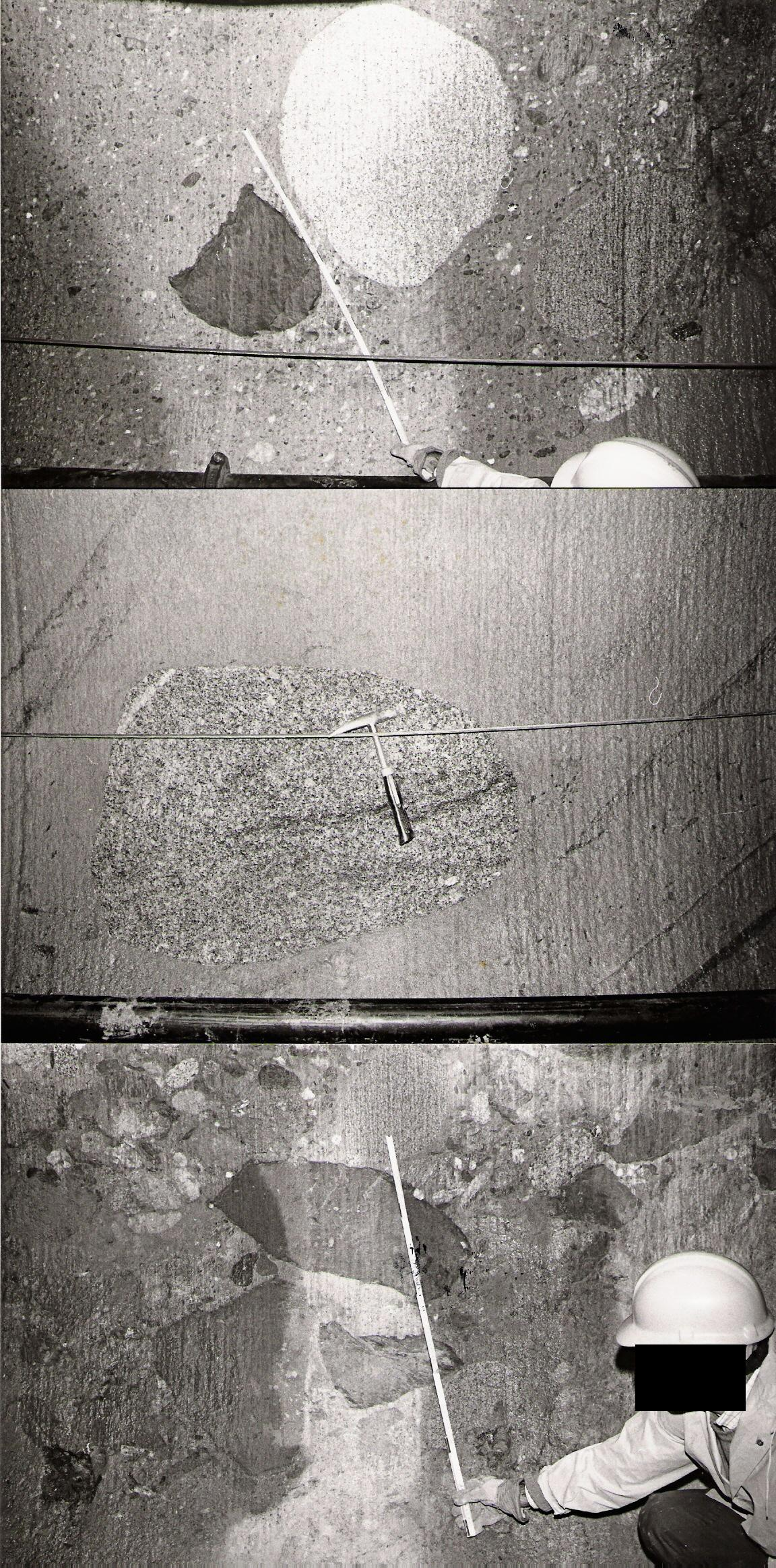
Litofacies conglomeratiche caratteristiche del Gruppo della Gonfolite: conglomerati con clasti molto grossolani di natura igneo-metamorfica o pelitica, generalmente ben arrotondati, annegati in una abbondante matrice micro-conglomeratica o arenacea. Parte alta dei Conglomerati di Como (Oligocene terminale)

In sintesi, la Gonfolite è suddivisibile in due parti:
- Formazione di Chiasso (Oligocene): marne prevalenti e sottili livelli di arenarie, con corpi conglomeratici canaliformi a limitata estensione laterale. Affiorante tra Como e Chiasso, lungo il versante settentrionale del Sasso di Cavallasca. Lo spessore della formazione è calcolabile in circa 170 m.
- Gruppo della Gonfolite s.str. (Oligocene superiore-Miocene Medio): conglomerati e arenarie prevalenti; localmente si riscontrano corpi sedimentari prevalentemente marnosi o marnoso-arenacei. Il gruppo è articolato in varie formazioni con denominazioni derivanti dalla località tipo (es.: Conglomerati di Como; Arenarie della Val Grande..). Lo spessore complessivo non è direttamente misurabile per la discontinuità degli affioramenti, ma è valutabile in circa 2300 m. I principali termini stratigrafici sono:
  - Conglomerati di Como (Oligocene sup.-Miocene inf.). Affioranti nei dintorni di Como e nel Varesotto occidentale (area di Bizzarone). Conglomerati prevalentemente a supporto clastico da medi a grossolani nella parte inferiore dell'unità, sostituiti verso l'alto da conglomerati a supporto di matrice e arenarie grossolane. Spessore molto discontinuo per contatti laterali in eteropia di facies con unità arenaceo-pelitiche (Arenarie della Val Grande e Peliti di Prestino), valutabile tra gli 800 m e i 1500 m.
  - Peliti di Prestino (Oligocene superiore-Miocene inferiore). Affioranti nell'area dei comuni di Cavallasca e San Fermo della Battaglia. peliti, marne e alternanze arenaceo-pelitiche sottili, talora con microfossili (Foraminiferi, Ostracodi) e macrofossili (molluschi) di ambiente marino profondo. Spessore fino a 450 m.
  - Peliti di Belforte (Oligocene superiore-Miocene inferiore). Affioranti presso l'abitato di Belforte, nell'area di Varese. Probabilmente eteropiche ai Conglomerati di Como. Peliti e alternanze arenaceo-pelitiche sottili. Spessore intorno a 400 m.
  - Arenarie della Val Grande (Miocene inferiore). Affioranti tra Cavallasca e Grandate. Arenarie grossolane in banchi di spessore metrico; localmente alternanze arenaceo-pelitiche, talora con micro- e macrofossili simili a quelli rinvenibili nelle peliti di Prestino. Spessore fino a 700 m.
  - Peliti del Rio dei Gioghi (Miocene inferiore). Affioranti con discontinuità tra i paesi di Cantello e Cagno, in provincia di Varese. Peliti siltoso-arenacee e alternanze arenaceo-pelitiche sottili. Eteropiche lateralmente ai Conglomerati di Como. Spessore intorno ai 500 m.
  - Conglomerati di Lucino (Miocene inferiore). Affioranti con notevole discontinuità presso il paese di Montano Lucino. Conglomerati medio-grossolani con abbondante matrice arenacea.
  - Peliti di Lurate Caccivio (Miocene inf.-medio). Affiorante presso il paese di Lurate Caccivio per uno spessore di circa 250 m, questa unità rappresenta il termine stratigraficamente più elevato affiorante della Gonfolite nel Comasco e nel Varesotto. Peliti siltoso-arenacee.

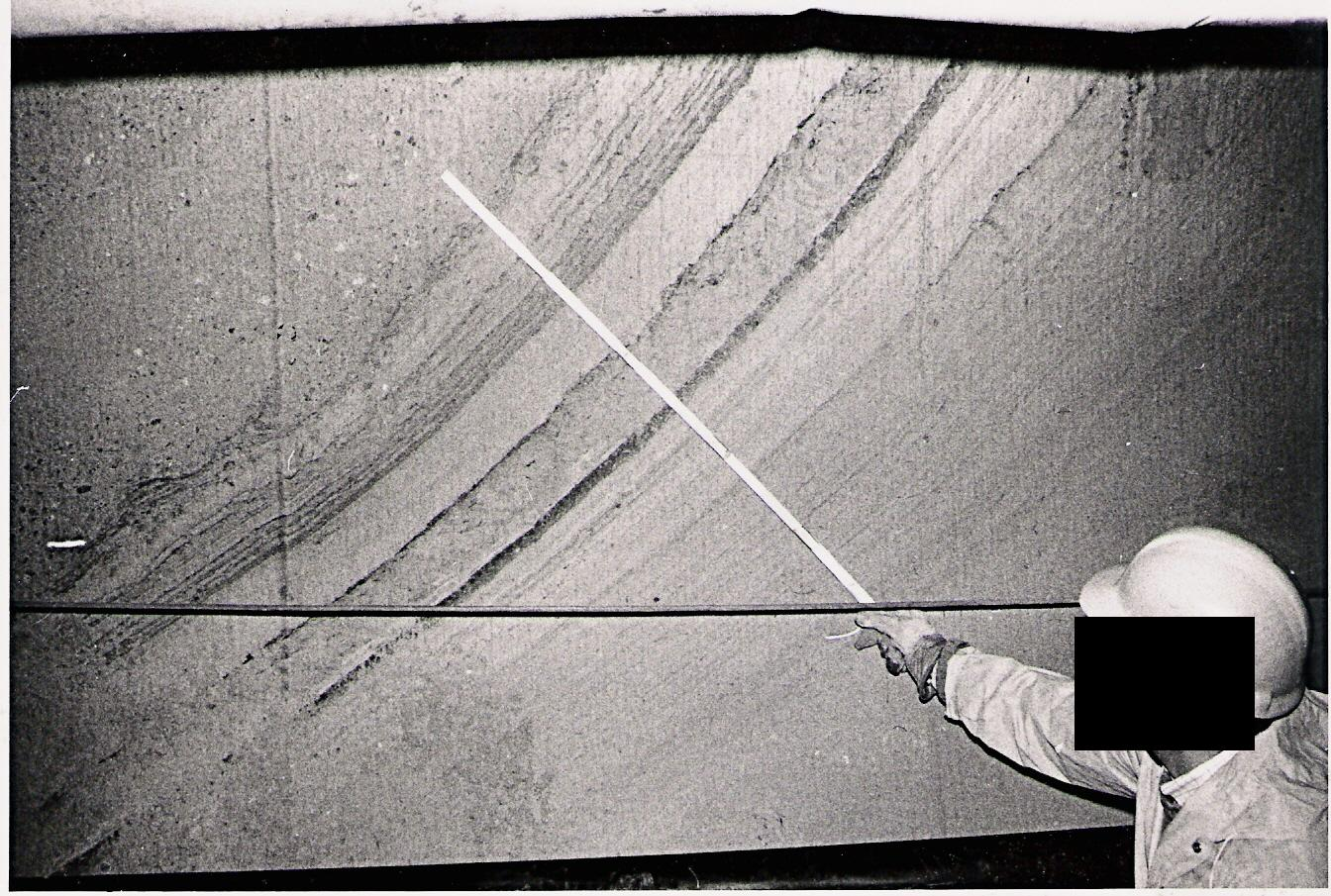
Litofacies arenaceo-conglomeratiche frequenti in vari livelli stratigrafici del Gruppo della Gonfolite: arenarie laminate in banchi decimetrici-metrici con sottili interstrati pelitici e banchi di conglomerato fine con base erosiva. Transizione tra i Conglomerati di Como e le Arenarie della Val Grande (Oligocene terminale-Miocene basale)

In Brianza centrale, tra i paesi di Besana Brianza, Briosco e Inverigo, sono presenti limitati e discontinui affioramenti di Gonfolite (arenarie e peliti) databili al Miocene medio e superiore (Langhiano e Serravalliano), che rappresenterebbero quindi i termini affioranti più recenti.
La Gonfolite (in senso lato) è presente anche nel sottosuolo della Pianura Padana, ove è stata attraversata da numerosi pozzi perforati dall'AGIP (gruppo Eni) per la ricerca di idrocarburi. In questo contesto, sono state documentate su base paleontologica per il complesso gonfolitico età che vanno dall'Oligocene Inferiore al Miocene Superiore .